# 北海道道1143号比布北インター線
北海道道1143号比布北インター線（ほっかいどうどう1143ごう ぴっぷきたインターせん）は、北海道上川郡比布町内を結ぶ一般道道（北海道道）である。

## 概要

### 路線データ
- 起点：北海道上川郡比布町北5線（国道40号・北海道道520号鷹栖東鷹栖比布線交点）
- 終点：北海道上川郡比布町北5線（旭川紋別自動車道 比布北IC）
- 総延長：0.946 km
- 実延長：0.935 km
- 重用延長：0.011 km

### 道路管理者
- 上川総合振興局 旭川建設管理部 事業課

## 歴史
- 1996年（平成8年）2月29日 - 比布インター線として路線認定[1]。
- 2016年（平成28年）10月21日 - 路線名を比布北インター線に変更[2]。

## 地理

### 通過する自治体
- 上川総合振興局
  - 上川郡比布町

### 交差する道路
比布町
- 国道40号 - 北5線（起点）
- 北海道道520号鷹栖東鷹栖比布線 - 北5線（起点）
- 旭川紋別自動車道 比布北IC - 北5線（終点）